# Bahía Libertad
Bahía Libertad (en inglés: Ruggles Bay) es una bahía ubicada en la costa suroeste de la isla Soledad, en las islas Malvinas. Se encuentra en el estrecho de San Carlos, al este de la isla Libertad que toma el nombre de la bahía. Dentro de la bahía se halla el Puerto Castelli y el Puerto Danson. Al sur se halla el Rincón de las Dos Bocas y al este Rincón Largo.